# Skyros-Pony
Das Skyros-Pony ist eine uralte, autochthone Pferderasse von der Insel Skyros. Es ist Griechenlands kleinstes Pony und wird von den Einheimischen auch Hipparion ‚Pferdchen‘ genannt.

Hintergrundinformationen zur Pferdebewertung und -zucht finden sich unter: Exterieur, Interieur und Pferdezucht.

## Exterieur
Das Skyros-Pony ist ein kleines, zierliches Pony. Das Stockmaß wird mit 90 bis 110 cm, über eine durchschnittliche Größe von 104 cm bis hinzu 100 bis 115 cm angegeben. Der Kopf ist verhältnismäßig groß, die Schultern kurz und steil. Der Rücken ist lang mit einem niedrigen Widerrist, und der Schweifansatz liegt tief auf der kurzen, abgeschlagenen Kruppe. Die Beine sind oft fehlerhaft gestellt, die Vorderbeine zehenweit, die Hinterbeine mit kuhhessiger oder säbelbeiniger Stellung. Die dunklen Hufe sind klein und sehr hart. Die gebräuchlichsten Farben sind Braune, Falben und Schimmel, selten vertreten sind Rappen.

## Interieur
Durch die jahrhundertelange Isolation auf der Insel Skyros sind die Ponys sehr anpassungsfähig und genügsam. Sie begnügen sich mit extrem wenig Futter und erreichen ein hohes Lebensalter. Die halbwilden Ponys leben im Gebirge und werden nur eingefangen, wenn sie gebraucht werden. Dabei sind sie leicht zu zähmen und durch ihren Charakter und ihr ausdauerndes und eifriges Wesen angenehm im Umgang. In der Vergangenheit wurde das Skyros-Pony hauptsächlich als Saumtier zum Tragen von Lasten und beim Dreschen genutzt. Heute werden nur noch wenige Ponys von wenigen Bauern eingefangen, da sie im Wesentlichen nur noch als Kinderreitpferde im Tourismus dienen. Auch für das Training als Rennpferd werden noch Ponys eingefangen. Bei den jährlichen Rennen im August, die eine große Tradition haben, müssen sich Jugendliche möglichst lange ohne Sattel auf dem Pferderücken halten. Früher wurden im Rahmen des Rennens auch eine Beurteilung der Ponys und das Brennen durchgeführt. Werden sie nicht mehr gebraucht, werden die Ponys wieder freigelassen.

## Geschichte

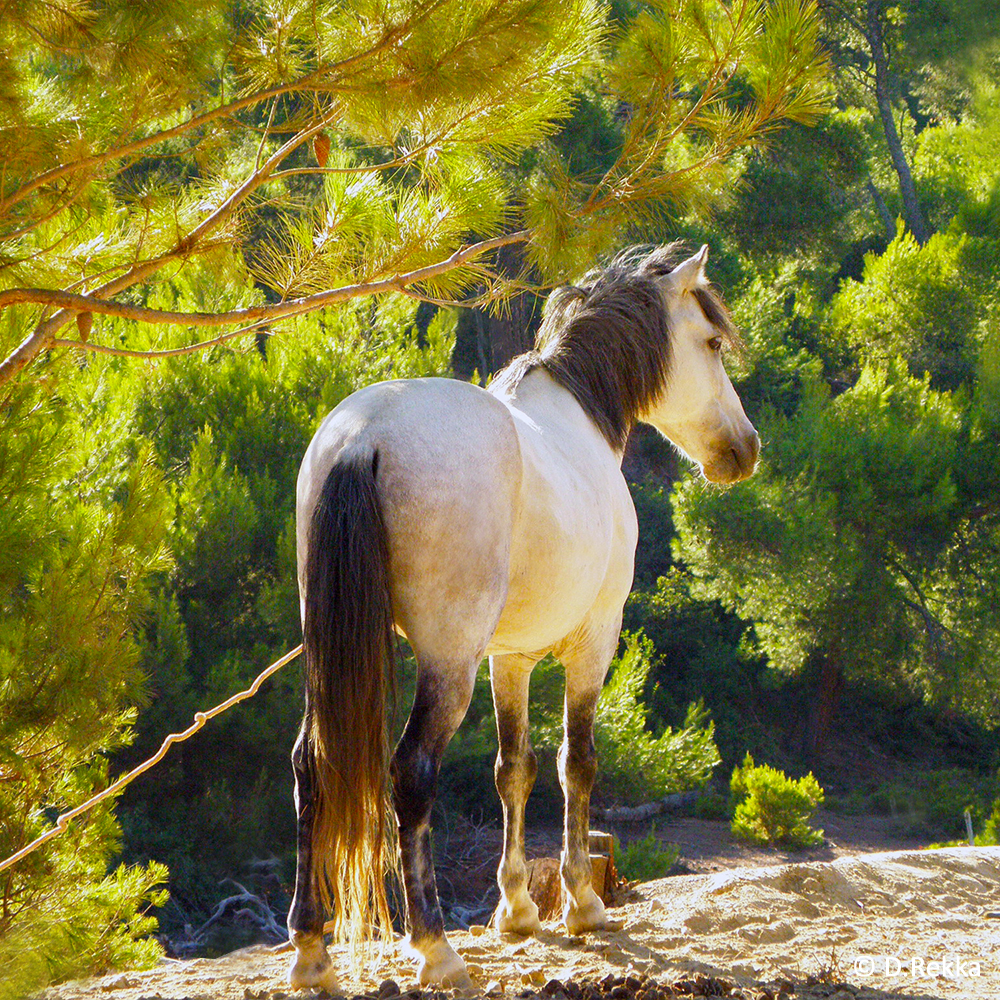
Skyros-Pony

Vor der Eroberung durch die Venezianer 1207 soll es auf der Insel Skyros keine Pferde gegeben haben. Im 12./13. Jahrhundert sollen diese dann Pferde auf die Insel gebracht haben. Nach anderen Quellen sollen schon im 5. bis 8. Jahrhundert v. Chr. Kolonisten aus Athen Pferde nach Skyros gebracht haben. Durch die harten Lebensbedingungen auf der kargen Insel verkümmerten die Pferde zu ihrer heutigen kleinen Ponygröße. Eine systematische Zucht fand nie statt. Selbst die Veredlung mit orientalischem Blut während der türkischen Herrschaft, die bei den Rassen auf den anderen griechischen Inseln stattfand, wurde auf Skyros nicht vollzogen. Immer wieder kam es durch die klimatischen Bedingungen zu einer starken Reduzierung des Bestands. Im Winter 1928/29 reduzierte sich die Zahl der Ponys von 500 auf 100.
Trotz der harten Arbeit bei den Bauern war diese durch das Futter und das Wasser, das sie während der Zeit der Arbeit im Sommer bekamen, eine wesentliche Hilfe für das Überleben der Ponys. Auch wurde gelegentlich im Winter am Berg zugefüttert. Nachdem Ende der 1960er Jahre Dreschmaschinen auf Skyros eingeführt wurden, fiel nicht nur die Arbeit, sondern auch diese Hilfe für die Ponys weg.
Seit 1975 besteht ein Exportverbot von Stuten und Fohlen, mit dem die Regierung versucht, den Erhalt der Rasse zu sichern. Heute leben ca. 133 Ponys auf der Insel.
Außerhalb von Skyros werden als Zuchtgruppe ca. 40 Tiere an der Aristoteles-Universität Thessaloniki gehalten. Dort werden das Erbgut und der Grad der Inzucht erforscht. Außerdem werden auf der Insel Korfu vom Silva Projekt zur Erhaltung der Rasse ca. 20 Tiere gehalten. Hier wird Reitunterricht und speziell Therapeutisches Reiten angeboten.

## Bestand
Die stabile Population der Skyros-Ponys beläuft sich auf knapp 390 reinrassige Exemplare, von der Datenbank DAD-IS wird sie als „gefährdet“ eingestuft.